# EuroLeague Women 2021-2022
L'Eurolega di pallacanestro femminile 2021-2022 è la trentunesima edizione della massima competizione europea per club. Detentrici del trofeo sono le russe dell'UMMC Ekaterinburg. Il torneo è iniziato il 21 settembre 2021 e si è concluso il 10 aprile 2022 con le Final Four.
Dopo la conclusione della stagione regolare, a febbraio 2022, le squadre russe dell'UMMC Ekaterinburg, della Dinamo Kursk e della MBA Mosca vengono espulse dal torneo per decisione dalla FIBA e non disputano i play-off.
Le ungheresi del Sopron Basket vincono il loro primo trofeo battendo nella finale le turche del Fenerbahçe.

## Regolamento
Le 16 squadre partecipanti alla stagione regolare sono divise in due gironi da 8, con partite di andata e ritorno per un totale di 14 giornate.
Le prime 4 di ogni girone si qualificano ai play-off dei quarti di finale che si disputano al meglio delle 3 partite; le quinte e seste classificate si qualificano ai quarti di finale di EuroCup Women. Le vincenti dei quarti di finale si qualificano per la Final Four.

## Squadre partecipanti
Le squadre che partecipano alla competizione sono venti, da dieci paesi diversi. Quattordici accedono direttamente alla regular season e due vi accedono da un turno preliminare costituito da due gironi da tre squadre ciascuno. Le quattro squadre eliminate dal turno di qualificazione accedono all'EuroCup Women.
| Nazione                 | Squadre (posizione in classifica nel proprio campionato 2020–2021) |
| Regular season          | Regular season                                                     |
| ----------------------- | ------------------------------------------------------------------ |
| Russia                  | UMMC Ekaterinburg (campione)                                       |
| Russia                  | Dinamo Kursk (2º posto)                                            |
| Russia                  | MBA Mosca (3º posto)                                               |
| Francia                 | Basket Landes (campione)                                           |
| Francia                 | BLMA (2º posto)                                                    |
| Spagna                  | Perfumerías Avenida (campione)                                     |
| Spagna                  | Spar Citylift Girona (3º posto)                                    |
| Turchia                 | Fenerbahçe (campione)                                              |
| Turchia                 | Galatasaray (2º posto)                                             |
| Italia                  | Reyer Venezia (campione)                                           |
| Lettonia                | TTT Rīga (campione)                                                |
| Polonia                 | Arka Gdynia (campione)                                             |
| Repubblica Ceca         | USK Praga (campione)                                               |
| Ungheria                | Sopron Basket (campione)                                           |
| Turno di qualificazione |                                                                    |
| Francia                 | Bourges Basket (3º posto)                                          |
| Italia                  | Famila Schio (2º posto)                                            |
| Romania                 | ACS Sepsi SIC (campione)                                           |
| Spagna                  | Valencia BC (2º posto, EC)                                         |
| Turchia                 | Kayseri Basketbol (10º posto)                                      |
| Ungheria                | KSC Szekszárd (2º posto)                                           |

Legenda:
      detentore;       finalista; EC: vincitrice dell'EuroCup Women 2021.

## Turno di qualificazione
Le partite si sono disputate il 21, 22 e 23 settembre 2021.

### Conference 1
| Pos | Squadra           | G | V | P | PF  | PS  | DP  | Pt | Qualificazione |  | SZE   | SEP   | KAY   |
| --- | ----------------- | - | - | - | --- | --- | --- | -- | -------------- |  | ----- | ----- | ----- |
| 1   | KSC Szekszárd     | 2 | 2 | 0 | 143 | 126 | +17 | 4  | Regular season |  |       | 63–56 |       |
| 2   | ACS Sepsi SIC (H) | 2 | 1 | 1 | 135 | 141 | −6  | 3  | EuroCup Women  |  |       |       | 79–78 |
| 3   | Kayseri Basketbol | 2 | 0 | 2 | 148 | 159 | −11 | 2  | EuroCup Women  |  | 70–80 |       |       |

### Conference 2
| Pos | Squadra                  | G | V | P | PF  | PS  | DP  | Pt | Qualificazione |  | SCH   | BOU   | VAL   |
| --- | ------------------------ | - | - | - | --- | --- | --- | -- | -------------- |  | ----- | ----- | ----- |
| 1   | Beretta Famila Schio (H) | 2 | 2 | 0 | 125 | 105 | +20 | 4  | Regular season |  |       | 69–57 |       |
| 2   | Bourges Basket           | 2 | 1 | 1 | 132 | 141 | −9  | 3  | EuroCup Women  |  |       |       | 75–72 |
| 3   | Valencia BC              | 2 | 0 | 2 | 120 | 131 | −11 | 2  | EuroCup Women  |  | 48–56 |       |       |

## Regular Season
Le partite si sono disputate dal 1º ottobre 2021 al 24 febbraio 2022.

### Gruppo A
| Pos | Squadra             | G  | V  | P  | PF   | PS   | DP   | Pt | Qualificazione        |  | EKA   | AVE     | USK    | BLM    | TTT   | VEN    | MBA    | SZE   |
| --- | ------------------- | -- | -- | -- | ---- | ---- | ---- | -- | --------------------- |  | ----- | ------- | ------ | ------ | ----- | ------ | ------ | ----- |
| 1   | UMMC Ekaterinburg   | 14 | 14 | 0  | 1222 | 944  | +278 | 28 | Esclusa               |  |       | 110–102 | 75–73  | 108–53 | 75–60 | 75–69  | 104–65 | 89–52 |
| 2   | Perfumerías Avenida | 14 | 11 | 3  | 1130 | 978  | +152 | 25 | Qualificate ai quarti |  | 67–93 |         | 85–75  | 88–67  | 72–41 | 110–69 | 70–64  | 96–54 |
| 3   | USK Praga           | 14 | 10 | 4  | 1170 | 900  | +270 | 24 | Qualificate ai quarti |  | 77–90 | 80–55   |        | 89–54  | 84–64 | 88–53  | 92–61  | 83–56 |
| 4   | BLMA                | 14 | 6  | 8  | 959  | 1078 | −119 | 20 | Qualificate ai quarti |  | 73–92 | 65–78   | 75–74  |        | 63–54 | 52–74  | 86–77  | 82–57 |
| 5   | TTT Rīga            | 14 | 6  | 8  | 825  | 983  | −158 | 20 | Qualificate ai quarti |  | 56–71 | 51–71   | 52–103 | 45–80  |       | 71–57  | 64–59  | 69–68 |
| 6   | Umana Reyer Venezia | 14 | 5  | 9  | 934  | 990  | −56  | 19 | Ai quarti di EuroCup  |  | 67–74 | 56–71   | 75–84  | 79–59  | 54–62 |        | 61–62  | 80–59 |
| 7   | MBA Mosca           | 14 | 4  | 10 | 943  | 1064 | −121 | 18 | Esclusa               |  | 63–84 | 69–77   | 54–79  | 98–78  | 61–68 | 72–75  |        | 65–62 |
| 8   | KSC Szekszárd       | 14 | 0  | 14 | 855  | 1101 | −246 | 14 | Ai quarti di EuroCup  |  | 67–82 | 84–88   | 51–89  | 65–72  | 65–68 | 51–65  | 64–73  |       |

### Gruppo B
| Pos | Squadra              | G  | V  | P  | PF   | PS   | DP   | Pt | Qualificazione        |  | FEN   | SOP   | SCH   | KUR   | GIR   | LAN   | GAL    | GDY   |
| --- | -------------------- | -- | -- | -- | ---- | ---- | ---- | -- | --------------------- |  | ----- | ----- | ----- | ----- | ----- | ----- | ------ | ----- |
| 1   | Fenerbahçe           | 14 | 11 | 3  | 1108 | 892  | +216 | 25 | Qualificate ai quarti |  |       | 73–47 | 82–65 | 83–58 | 78–57 | 65–70 | 107–62 | 87–67 |
| 2   | Sopron Basket        | 14 | 8  | 6  | 935  | 897  | +38  | 22 | Qualificate ai quarti |  | 59–82 |       | 67–58 | 79–72 | 53–68 | 76–54 | 73–44  | 67–40 |
| 3   | Famila Schio         | 14 | 8  | 6  | 1011 | 966  | +45  | 22 | Qualificate ai quarti |  | 64–60 | 71–70 |       | 64–80 | 68–76 | 96–56 | 76–73  | 75–61 |
| 4   | Dinamo Kursk         | 14 | 8  | 6  | 1038 | 1021 | +17  | 22 | Esclusa               |  | 57–63 | 73–77 | 74–93 |       | 92–75 | 75–57 | 78–76  | 86–76 |
| 5   | Spar Citylift Girona | 14 | 7  | 7  | 972  | 977  | −5   | 21 | Qualificate ai quarti |  | 71–59 | 63–68 | 65–55 | 66–71 |       | 70–78 | 55–69  | 80–70 |
| 6   | Basket Landes        | 14 | 7  | 7  | 966  | 1050 | −84  | 21 | Ai quarti di EuroCup  |  | 76–93 | 61–52 | 64–79 | 78–75 | 71–80 |       | 71–62  | 79–70 |
| 7   | Galatasaray          | 14 | 5  | 9  | 968  | 1038 | −70  | 19 | Ai quarti di EuroCup  |  | 69–89 | 67–61 | 67–80 | 70–80 | 80–68 | 83–64 |        | 71–60 |
| 8   | VBW Arka Gdynia      | 14 | 2  | 12 | 935  | 1092 | −157 | 16 |                       |  | 70–87 | 71–86 | 71–67 | 64–67 | 65–78 | 74–87 | 76–75  |       |

## Fase a eliminazione diretta
Le partite di andata si sono disputate l'8 e il 9 marzo, il ritorno tra 10 e il 16 marzo 2022, lo spareggio il 18 e il 19 marzo 2022.

### Quarti di finale
| Squadra 1           | Totale | Squadra 2            | Gara 1  | Gara 2  | Gara 3  |
| ------------------- | ------ | -------------------- | ------- | ------- | ------- |
| Fenerbahçe          | 2– 0   | TTT Rīga             | 77 - 56 | 88 - 65 | -       |
| USK Praga           | 2 – 1  | Famila Schio         | 72 - 70 | 56 - 69 | 90 - 77 |
| Sopron Basket       | 2 – 0  | BLMA                 | 60 - 42 | 72 - 65 | -       |
| Perfumerías Avenida | 2 – 1  | Spar Citylift Girona | 77 - 63 | 79 - 81 | 74 - 65 |

### Final Four
Le gare di semifinale si sono disputate l'8 aprile, le finali il 10 aprile 2022.
|  | Semifinali          | Semifinali |                 |               | Finale              | Finale |
|  |                     |            |                 |               |                     |        |
|  | Perfumerías Avenida | 69         |                 |               |                     |        |
|  | Perfumerías Avenida | 69         |                 |               |                     |        |
|  | Sopron Basket       | 74         |                 |               |                     |        |
|  | Sopron Basket       | 74         |                 | Sopron Basket | 60                  |        |
|  |                     |            |                 | Sopron Basket | 60                  |        |
|  |                     |            |                 |               | Fenerbahçe          | 55     |
|  | USK Praga           | 74         |                 |               | Fenerbahçe          | 55     |
|  | USK Praga           | 74         |                 |               |                     |        |
|  | Fenerbahçe          | 83         |                 |               |                     |        |
|  | Fenerbahçe          | 83         | Finale 3° posto |               |                     |        |
|  |                     |            |                 |               |                     |        |
|  |                     |            |                 |               | Perfumerías Avenida | 71     |
|  |                     |            |                 |               | Perfumerías Avenida | 71     |
|  |                     |            |                 |               | USK Praga           | 59     |

#### Finale
| Arbitri: | Paulo Marques Beniamino Manuel Attard Gatis Salins |

|                                          |          |                               |
| G. Williams 16 Fegyverneky 12 January 11 | Punti    | 13 Jahupova 12 Zahui 11 Çakır |
| Fegyverneky, G. Williams 3               | Assist   | 5 Jahupova                    |
| Milovanović-Brooks 11                    | Rimbalzi | 8 E. Williams                 |

## Verdetti
- Vincitrice:  Sopron Basket (1º titolo)
Formazione:[6][7] Gabby Williams, Zsófia Fegyverneky, Aliz Varga, Nevena Jovanović, Zsuzsanna Sitku, Dalma Czukor, Bernadett Határ, Briann January, Stefanie Dolson, Jelena Milovanović-Brooks, Aby Gaye[8], Sara Varga, Sheylani Peddy[9]. Allenatore: David Gaspar.